# 4230 van den Bergh
4230 van den Bergh eller 1973 ST1 är en asteroid i huvudbältet som upptäcktes den 19 september 1973 av den nederländsk-amerikanske astronomen Tom Gehrels och det nederländska astronomparet Ingrid van Houten-Groeneveld och Cornelis Johannes van Houten vid Palomar-observatoriet. Den är uppkallad efter den kanadensiske astronomen Sidney van den Bergh.
Asteroiden har en diameter på ungefär 28 kilometer och den tillhör asteroidgruppen Hilda.